# 苏斯内尔
苏斯内尔（Susner），是印度中央邦Shajapur县的一个城镇。总人口13440（2001年）。

## 人口
该地2001年总人口13440人，其中男性7047人，女性6393人；0—6岁人口2084人，其中男1114人，女970人；识字率71.96%，其中男性为78.87%，女性为64.35%。